# Asteronotus
Asteronotus es un género de moluscos nudibranquios de la familia Discodorididae.

## Diversidad
El Registro Mundial de Especies Marinas reconoce las siguientes especies en el género:
- Asteronotus cespitosus van Hasselt, 1824
- Asteronotus hepaticus (Abraham, 1877)
- Asteronotus mabilla Bergh, 1880
- Asteronotus mimeticus Gosliner & Valdes, 2002
- Asteronotus raripilosus (Abraham, 1877)
- Asteronotus spongicolus Gosliner & Valdes, 2002

Especies cuyo nombre ha dejado de ser aceptado por sinonimia:
- Asteronotus brassica Allan, 1932: aceptada como Asteronotus cespitosus (van Hasselt, 1824)
- Asteronotus fuscus O'Donoghue, 1924: aceptada como Asteronotus cespitosus (van Hasselt, 1824)
- Asteronotus hemprichi Ehrenberg, 1831 : aceptada como Asteronotus cespitosus van Hasselt, 1824
- Asteronotus trenberthi Burn, 1962: aceptada como Sclerodoris trenberthi  (Burn, 1962)

## Galería

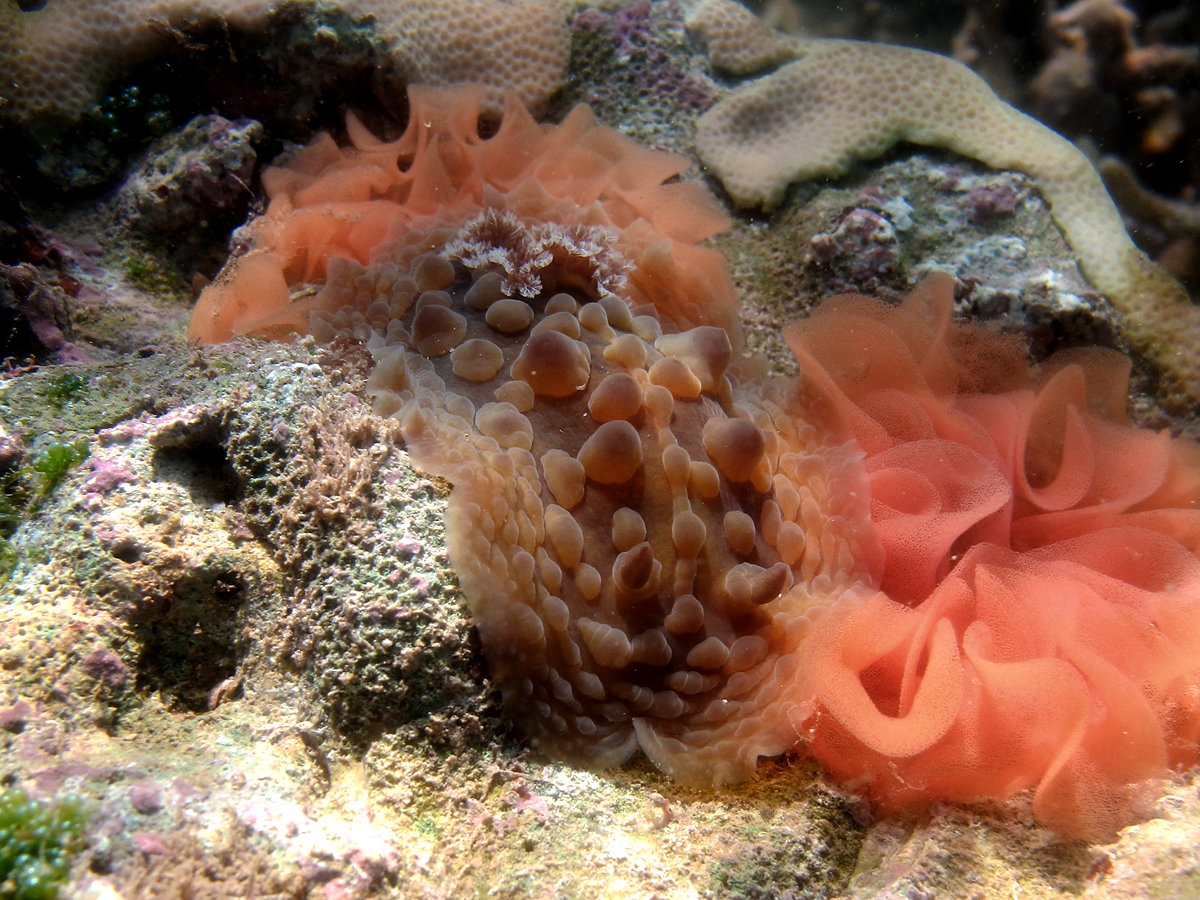
Asteronotus cespitosus
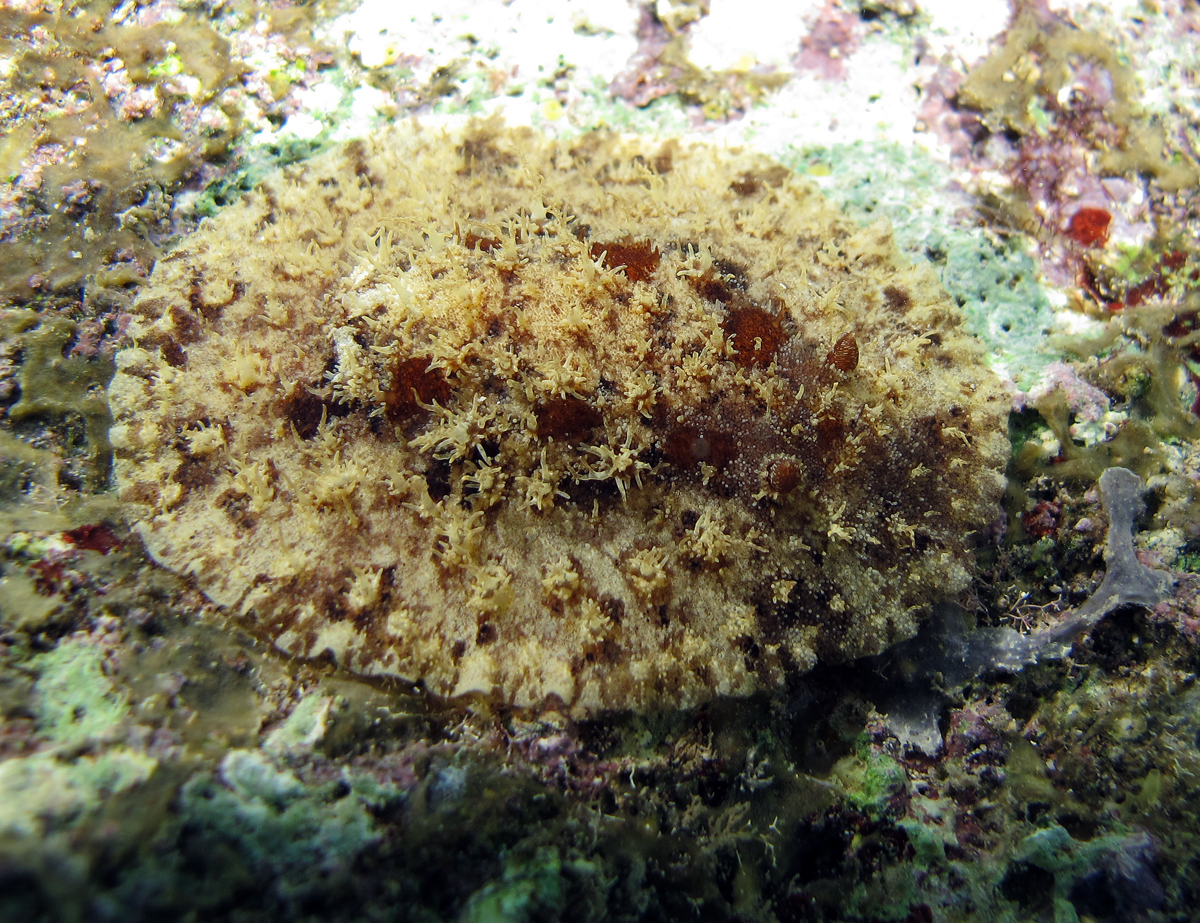
Asteronotus raripilosus
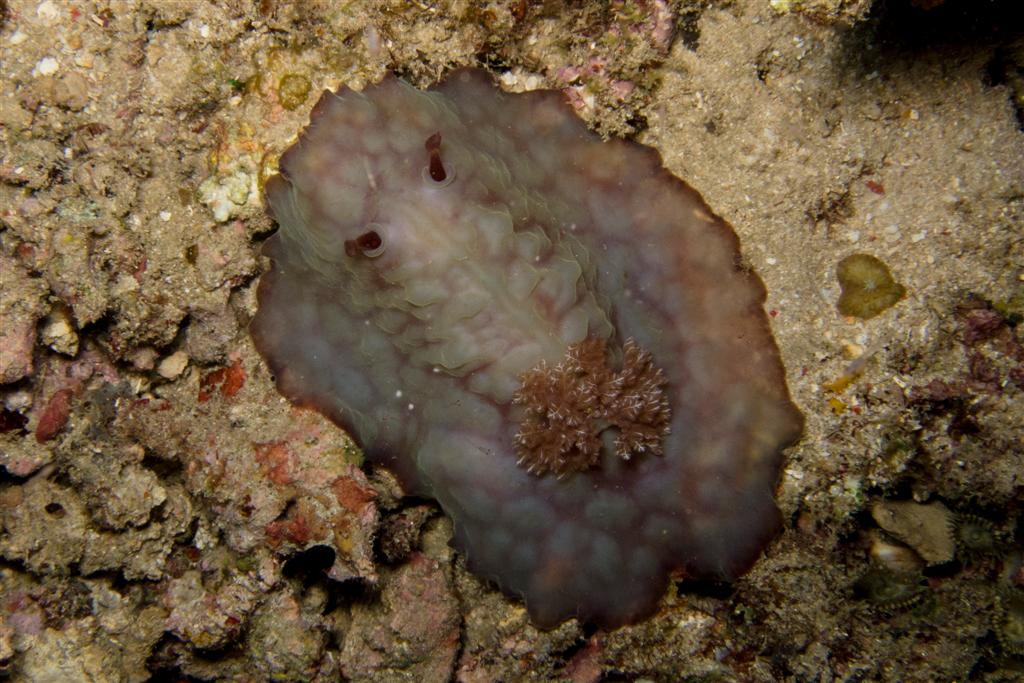
Asteronotus hepaticus o Asteronotus cf cespitosus